# Sunggingwarno
Sunggingwarno is een bestuurslaag in het regentschap Pati van de provincie Midden-Java, Indonesië. Sunggingwarno telt 1947 inwoners (volkstelling 2010).